# Leonardo Migliónico
Martin Miglionico est un ancien footballeur uruguayen né le 31 janvier 1980 à Montevideo. 
Il évolue comme défenseur.

## Carrière
Leonardo Migliónico joue successivement dans les équipes suivantes : Justo José de Urquiza, Estudiantes de Buenos Aires, Plaisance Calcio 1919, AS Livourne Calcio, UC Sampdoria, AS Livourne Calcio, Racing Club AC, Unione Sportiva Lecce et 3 de Febrero.